# Janusz Tomaszewski
Janusz Teofil Tomaszewski, né le 3 septembre 1956 à Pabianice, est un homme d'État polonais. Il est vice-président du Conseil des ministres et ministre de l'Intérieur entre octobre 1997 et septembre 1999.

## Biographie

### Formation et vie professionnelle
Il a une formation de mécanicien automobile.

### Engagement politique
Engagé au syndicat Solidarność, il est interné quelques semaines sous le régime autoritaire de Wojciech Jaruzelski.
Il devient vice-président du syndicat dans la Région de Łódź en 1990, puis président en 1992. En 1995, il est élu vice-président national. Il est alors un proche collaborateur du président du syndicat, Marian Krzaklewski.
Il est l'un des initiateurs, en 1996, de la coalition politique de droite Alliance électorale Solidarité (AWS), dont il est le mandataire pour les élections parlementaires du 21 septembre 1997. À la suite du scrutin, remporté à la majorité relative par l'AWS, il plaide pour la mise en œuvre d'une coalition avec l'Union pour la liberté (UW).
Le 31 octobre, Janusz Tomaszewski est nommé vice-président du Conseil des ministres, ministre de l'Intérieur et de l'Administration dans le gouvernement de coalition du conservateur Jerzy Buzek.
Il est désigné secrétaire général du Mouvement social Alliance électorale Solidarité (RS AWS) en janvier 1999. Il remet sa démission du gouvernement le 3 septembre suivant, après avoir été dénoncé par le commissaire à l'Intérêt public (RIP) devant le tribunal de lustration. Il est cependant innocenté le 21 février 2001.
Il quitte le RS AWS cette même année et participe à la fondation du Forum citoyen des chrétiens-démocrates (FOChD), un comité électoral qui présente cinq de ses membres aux élections sénatoriales du 23 septembre suivant. Lui-même postule à l'un des trois mandats de la circonscription de Sieradz, mais se contente de la huitième position avec seulement 45 056 voix.
Il rejoint en 2004 le Parti du centre (Centrum) de Zbigniew Religa, mais n'exerce plus aucune activité politique.